# Katholische Integrierte Gemeinde
Die Katholische Integrierte Gemeinde (KIG) war eine 1965 von dem Ehepaar Traudl und Herbert Wallbrecher gegründete apostolische Vereinigung in der römisch-katholischen Kirche und nach deutschem Recht ein eingetragener Verein mit Sitz in Baierbrunn. Sie war in verschiedenen Diözesen Deutschlands, Österreichs, Italiens und Tansanias kirchlich anerkannt und vom jeweils zuständigen Ortsbischof kanonisch errichtet. Die Aktivitäten gingen ab 2010 spürbar zurück. Nach einer Untersuchung der Vereinigung durch das Erzbistum München und Freising löste der Münchener Erzbischof Kardinal Reinhard Marx sie im November 2020 (in seiner Diözese) kirchenrechtlich auf. Inzwischen folgten die meisten deutschen Bistümer und lösten die Integrierten Gemeinden ebenfalls auf. 

## Geschichte
Die Integrierte Gemeinde (IG) wurde 1965 gegründet. Die Anfänge der Gemeinschaft reichen in das Jahr 1945 zurück, als die Initiatorin Traudl Wallbrecher ihre Idee eines an jüdisch-christliche Wurzeln anknüpfenden Neuanfangs in der Kirche als Antwort auf den Holocaust entwickelte. 1948 verließ die damalige Bundesführerin Traudl Weiß mit rund 60 weiteren Mitgliedern den Heliand-Mädchenbund. Nach ihrer Heirat mit dem Rechtsanwalt Herbert Wallbrecher, einem Jugendfreund von Johannes Degenhardt, entwickelte sich daraus die Keimzelle der späteren Integrierten Gemeinde. Die Gruppe etablierte sich Ende der 1960er Jahre in München. Sie galt zeitweise als hoffnungsvoller Aufbruch in der katholischen Kirche und wollte nach eigener Darstellung „ein Ort für ein aufgeklärtes und unverkürztes Christentum“ sein. Die geistliche und theologische Ausrichtung orientierte sich an der modernen Exegese, der Liturgie- und Ökumene-Bewegung, den jüdischen Wurzeln des Christentums und der Philosophie und Literatur der Nachkriegszeit (u. a. den französischen Existentialisten).
Die Mitglieder der Integrierten Gemeinde verstanden sich als eine große Familie aus Ehepaaren und Ledigen, Priestern und Laien, Alten und Jungen. Sie lebten über ganz München verteilt in kommunenartigen Hausgemeinschaften, sogenannten Integrationshäusern, und gingen ihren Berufen nach. Ein starkes Elitenbewusstsein und das von Aussteigern als Indoktrination und Personenkult empfundene Verhalten der Gründerin Traudl Wallbrecher prägten das Zusammenleben. Im Nachhinein kritisieren Betroffene das Zusammenleben, das nur auf ihre Kosten möglich war.
Die kirchliche Hierarchie stand der Gruppierung zunächst reserviert gegenüber. Schon 1973 waren Vorwürfe aktenkundig, in denen von Freiheitsbeeinträchtigungen der Mitglieder und übergriffigen Führungspraktiken der Gemeindeleitung die Rede war. Seit 1976 bestand ein engerer Kontakt mit Joseph Ratzinger, der kurz darauf Erzbischof von München und Freising und Kardinal wurde und die IG 1978 in seinem Erzbistum kirchlich approbierte; im selben Jahr wurde sie auch in Paderborn von Erzbischof Johannes Degenhardt anerkannt. 1985 folgte die Errichtung als kirchenrechtliche „Vereinigung öffentlichen Rechts“ gemäß c. 301 des Codex Iuris Canonici (CIC). Mehrere renommierte Theologen stießen zu der Gemeinde, die durch die Nähe zu Ratzinger beträchtlich an Prestige gewann. Rudolf Pesch warb zahlreiche Mitglieder seiner Frankfurter Studentengemeinde für die IG und gab 1984 seinen Lehrstuhl auf. Im Jahre 1977 zog er mit seiner Familie in ein Integrationshaus, und 1996 heiratete seine Tochter einen Sohn des Gründerpaares; das Paar wurde in Rom von Kardinal Ratzinger getraut. Dazu gehörten Norbert Lohfink und sein Bruder Gerhard, der 1986 ebenfalls seinen Lehrstuhl aufgab und in die Gemeinde zog. Integrierte Gemeinden wurden in weiteren Diözesen in Deutschland, Österreich, Tansania und Italien eingerichtet oder IG-Geistliche in Pfarreien dieser Diözesen delegiert. 1994 wurde die mit der Integrierten Gemeinde verbundene Priestergemeinschaft gegründet. Später änderte die IG ihren Namen in Katholische Integrierte Gemeinde (KIG) und entwickelte sich zu einer Gruppe von engagierten, vornehmlich süddeutschen Katholiken, die durch ihre Sonderstellung als familiäres Freundes-Umfeld für Joseph Ratzinger innerkirchlich und an der römischen Kurie an Einfluss gewann.
Zu übergreifenden Zentren der Gemeinschaft entwickelten sich ihr Tagungshaus im oberbayerischen Urfeld am Walchensee sowie verschiedene Einrichtungen in München und Bad Tölz. Es folgte das mit erheblichen Mitteln errichtete internationale Zentrum Villa Cavalletti bei Rom, das jedoch nur kurzzeitig genutzt wurde. Am 25. Oktober 2003 eröffnete die KIG in ihrem römischen Zentrum die „Akademie für die Theologie des Volkes Gottes“ und erhielt aus diesem Anlass eine ausführliche Grußbotschaft des damaligen Kardinalpräfekten der Kongregation für die Glaubenslehre, Joseph Ratzinger. Der Auftrag der Akademie, den KIG-Initiatorin Traudl Wallbrecher in Absprache mit Ratzinger formuliert hatte, war das interdisziplinäre Nachdenken über das Gottesvolk aus Juden und Christen. Erster Direktor der Akademie wurde Ludwig Weimer, ein Schüler Ratzingers und Mitglied des Vereins P.i.D. („Priester im Dienst an Katholischen Integrierten Gemeinden e. V.“), der zusammen mit Gerhard Lohfink und Rudolf Pesch als maßgeblicher theologischer Kopf der Gemeinde bezeichnet wird. 2004 traf sich Kardinal Ratzinger mit allen Akademiemitgliedern, um sein Verständnis von der Historizität der Jungfrauengeburt und der Materialität der Auferstehung Jesu Christi klarzustellen und die Akademie auf diese Sichtweise zu verpflichten. Nach seiner Papstwahl empfing er im Februar 2006 das Leitungsteam der KIG zu einer Privataudienz im Vatikan und lud im selben Jahr eine Delegation der Gemeinde in seine Sommerresidenz Castel Gandolfo ein. Am 13. März 2009 wurde Ludwig Weimer an der Päpstlichen Lateran-Universität in Anwesenheit von Traudl Wallbrecher, des Rektors der Lateran-Universität, Erzbischof Rino Fisichella, sowie des israelischen Botschafters beim Heiligen Stuhl, Mordechay Lewy, der neu geschaffene Lehrstuhl für die Theologie des Volkes Gottes übergeben, der am Pastoralinstitut der Universität angesiedelt wurde. Kardinal Walter Kasper hielt den Festvortrag. Danach hat Achim Buckenmaier das Institut bis zur Einstellung 2021 geführt.
Im Jahr 2009 legte Traudl Wallbrecher den Vorsitz der Gemeinde nieder und zog zu ihrer Tochter nach München. Nach ihrem Rückzug geriet die Katholische Integrierte Gemeinde in zunehmende innere Spannungen und wurde schließlich nach dem Tod der Gründerin, lauter werdenden Vorwürfen wegen langjähriger spiritueller Missbrauchspraktiken gegenüber Mitgliedern und zuletzt einer deutlichen Distanzierung der Kirchenführung als kirchliche Organisation aufgelöst. In welchem Rahmen die Aktivitäten der Gruppe noch bestehen (Lehrstuhl, Schule), ist nicht klar. Ehemalige führende Mitglieder sind „abgetaucht“, so Recherchen der Süddeutschen Zeitung aus dem Frühjahr 2021.

## Organisation

### Statutarische Aufgabe und Zweck
Das Zweite Vatikanische Konzil befasste sich in den Nummern 18/19 des Dekrets Apostolicam actuositatem ausdrücklich mit kirchlichen Vereinigungen, die zum Zweck der gemeinsamen apostolischen Betätigung errichtet wurden, und betont ihre Wichtigkeit als organisierte Form des Laienapostolats in der heutigen Welt.
Die KIG beschrieb in ihren Statuten von 1978 ihre Arbeit als den Versuch, „in einer der Kirche entfremdeten Welt das Evangelium in einer solchen Gestalt präsent zu machen, dass auch Fernstehende wieder einen Zugang zum Glauben der Katholischen Kirche finden können. Ihre Mitglieder verknüpfen in allen Bereichen ihr Leben auf vielfältige Weise miteinander und ergreifen – eigenverantwortlich und eigenfinanziert – gemeinsame Initiativen.“ 1985 wurde die Integrierte Gemeinde als öffentlicher Verein nach dem katholischen Kirchenrecht errichtet. Die Gruppe war in der Liste der päpstlich anerkannten internationalen Laienvereinigungen des ehemaligen Päpstlichen Rats für die Laien verzeichnet. Sie unterlag nicht der Aufsicht der vatikanischen Kongregation für die Institute geweihten Lebens, sondern blieb als Laienbewegung und kirchlicher Verein dem Ortsbischof unterstellt, in dessen Diözese sie errichtet war.

### Finanzierung
Ihre Aufgaben finanzierte die KIG selbstständig und weitgehend unabhängig von offiziellen kirchlichen Kanälen in privater Initiative. Es hat jedoch auch in deutschen Bistümern Pfarrer gegeben, die der KIG angehörten und unter den Gläubigen Spenden für ihre Projekte sammelten. Die wirtschaftliche Situation der Gemeinden und der Verbleib von Erträgen aus Unternehmens- und Immobilienverkäufen ist nach dem Bericht der Visitatoren des Erzbistums München unklar.

### Angehörige
Zur KIG gehörten Familien und Unverheiratete, Laien und Priester, die Tischgemeinschaften bildeten und auch in Wohngemeinschaften (Integrationshäusern) lebten. Nach ihrem Selbstverständnis und ihrer Praxis blieb jeder „verantwortlich für seinen Lebensunterhalt, für seinen Beruf, seine finanziellen Verhältnisse und sein Eigentum sowie die Vorsorge für Alter und Krankheit.“ Die Mitgliederversammlung war nach den Statuten das verantwortliche Organ. Diese wählte auch das Leitungsteam und den Vorsitzenden des Leitungsteams, den normalerweise der zuständige Bischof bestätigen sollte. Seit 2010 wurde für neugewählte Leitungsspitzen allerdings im zuständigen Erzbistum München keine Bestätigung durch den Erzbischof mehr eingeholt. Laut einem kirchenrechtlichen Gutachten aus 2004 ist es auch beim Ausschluss von Mitgliedern zu Unregelmäßigkeiten gekommen. Mitgliederzahlen sind nicht bekannt, auch gab es keine Angaben zur Zahl von Tisch- und Wohngemeinschaften. In den gleichlautenden Einträgen der Liste der päpstlich anerkannten internationalen Laienvereinigungen (zuletzt 2006) und des Dikasteriums für Laien, Familie und Leben (zuletzt 2017) wurden auf Eigenangaben beruhend „rund 1000 Mitglieder in sieben Ländern“ angeführt.
Für die KIG maßgebliche Personen
- Achim Buckenmaier (* 1959), Theologe und Priester
- Aloys Goergen (1911–2005), Priester und Kunstwissenschaftler, geistlicher Begleiter der Initiatorin in der Gründungsphase der IG 1949–1968
- Rudolf Kutschera (* 1960), Theologe und Priester[30], Geschäftsführer des Schulverbunds St. Anna Colleg[31]
- Norbert Lohfink (1928–2024), Theologe und Priester
- Gerhard Lohfink (1934–2024), Theologe und Priester
- Michael P. Maier (* 1961), Theologe und Priester[32][33]
- Rudolf Pesch (1936–2011), Theologe und Bibelwissenschaftler
- Joseph Kardinal Ratzinger / Papst Benedikt XVI. (1927–2022), langjähriger Freund und Förderer
- Ehepaar Traudl (1923–2016) und Herbert Wallbrecher (1922–1997)
- Ludwig Weimer (* 1940), Theologe und Priester
- Peter Zitta, Priester (geweiht 1962) und Psychologe, Mitglied des Aufsichtsrates des St. Anna Schulverbundes und Mitglied des Leitungsteams der Katholischen Integrierten Gemeinden,[34] (vormals) Oberer der Gemeinschaft der Priester im Dienst der KIG.[35] Ab 1966 einer der drei Kapläne im Priesterteam der „geschwisterlichen Gemeinde“ in der Wiener Pfarre Machstraße,[36][37] bevor er sich der KIG in München anschloss und 1978 von Kardinal Ratzinger mit der Approbationsurkunde zum „Kirchlichen Assistenten der Integrierten Gemeinde im Erzbistum München und Freising“ beauftragt wurde.[38][39] 2008 bis 2015 war Zitta Pfarrer der Wiener Pfarre Weinhaus,[40] entsandt von der Priestergemeinschaft in die Erzdiözese Wien.[41][42]

### Initiativen
Zu den Initiativen, die von Angehörigen und Mitgliedern der KIG betrieben wurden, zählten (nach einem deutlichen Abbau) zuletzt:
- P.i.D. Priester im Dienst an Katholischen Integrierten Gemeinden e. V.[43]
- seit 1977: St. Anna Schulverbund (seit 2021 St. Anna Colleg) in München,[44] der über eine gemeinnützige GmbH betrieben wird.[31]
- seit 2003: Schulprojekt Herbert Wallbrecher Primary School in the Parish of St. Nicolaus für die Schulstufen 1 bis 7 in Mikese, Tanzania in Mikese im Bistum Morogoro in Tansania; seit 2012 eine Mädchenschule angeschlossen
- seit 2009: Lehrstuhl für die Theologie des Volkes Gottes an der Päpstlichen Lateranuniversität in Rom[24], seit 2016 mit Fernstudium „Theologie des Volkes Gottes“[45] (2021 eingestellt)
- seit 2010: Professor Ludwig Weimer Stiftung in München, vertreten durch den P.i.D. – Priester im Dienst an Katholischen Integrierten Gemeinden e. V.[46]

## Kanonische Untersuchung und Auflösung
Veranlasst durch schwere Vorwürfe ehemaliger Mitglieder, ernannte der Münchener Kardinal Reinhard Marx am 14. Februar 2019 kanonische Visitatoren, die die Verhältnisse innerhalb der geistlichen Gemeinschaft in der Erzdiözese München und Freising prüfen sollten. Nach dem Zwischenbericht der Prüfer trage der Umgang der Gemeinschaft mit ihren Mitgliedern „über weite Strecken den Charakter von geistlichem Missbrauch“. Es gebe ein System psychischer und finanzieller Abhängigkeit, in dem Widerspruch als Sünde gegen den Heiligen Geist dargestellt werde. Auch psychologischer oder disziplinarischer Missbrauch des Bußsakraments wird der Gruppe dem Bericht zufolge schon seit vielen Jahren vorgeworfen. Beziehungen und Ehen seien gestiftet und getrennt worden, je nachdem, ob dies der Gemeindeversammlung für das Gemeindeleben förderlich erschien. Die Gemeindeversammlung habe darüber entschieden, ob und wann ein Ehepaar Kinder bekommen dürfte oder sollte. Nach Angaben des Münchner Bistumssprechers verweigerte die KIG jede Kooperation mit den Visitatoren. Letzteres wurde von Verantwortlichen der Gemeinschaft über Gegendarstellungen bestritten, vielmehr hätten sie „ihre Mitwirkungsbereitschaft den Visitatoren mehrfach schriftlich mitgeteilt“.
Nachdem die interne Untersuchung im Herbst 2019 öffentlich bekannt geworden war, meldeten sich Vertreter der KIG wie Achim Buckenmaier unter anderem in konservativen kirchlichen Medien wie Radio Horeb zu Wort und versuchten, die Beschwerden zu relativieren. Die Vorwürfe seien alt, pauschal und unklar, sie würden seit Jahren immer wieder aufgegriffen, um die Gemeinschaft zu diskreditieren. Außerdem kritisierte Buckenmaier das Verfahren des Erzbistums als intransparent und beklagte das Öffentlichwerden des Zwischenberichts sowie die Tatsache, dass Kardinal Marx sich trotz Aufforderung durch die KIG-Leitung nicht öffentlich hinter die Gemeinschaft gestellt habe, nachdem die Vorwürfe publik geworden waren. Auch auf ihrer Website wies die KIG die Vorwürfe in einer Stellungnahme zurück. Es handele sich dabei um „völlig haltlose Anschuldigungen, unwahre Behauptungen und faktenfreie Vorurteile gegenüber der Gemeinde“. Konkretisiert wurden die Vorwürfe durch das Zeugnis einer Betroffenen auf dem Onlineportal BR24 des Bayerischen Rundfunks. Das ehemalige Mitglied wuchs nach eigener Darstellung u. a. in den sogenannten Integrationshäusern der KIG oft getrennt von ihren Eltern (seinerzeit ebenfalls Gemeindemitglieder) auf, die von der Gemeinschaft psychologisch unter Druck gesetzt wurden, sich gegen ihren Willen scheiden zu lassen.
Im Oktober 2020 war der Schlussbericht der Visitation abgeschlossen und lag dem Erzbistum vor. Daraufhin distanzierte sich der emeritierte Papst Benedikt XVI. von der Katholischen Integrierten Gemeinde. Er bedaure es zutiefst, dass der Eindruck entstehen konnte, alle Aktivitäten der Gemeinde seien von ihm als Erzbischof von München gebilligt worden. In einer Stellungnahme kündigte die KIG an, ihre Aktivitäten als kirchliche Vereinigung einzustellen und künftig in einer anderen Rechtsform zu agieren. Durch den Austritt sämtlicher Mitglieder, der einer Selbstauflösung gleichkommt, entzog sich die Vereinigung der Überprüfung durch die zuständigen erzbischöflichen Aufsichtsstellen. Ähnliche Erklärungen gaben auch die übrigen Ableger der KIG gegenüber den für sie zuständigen Ortsbischöfen ab.
Am 20. November 2020 gab Kardinal Reinhard Marx bekannt, dass er den öffentlichen kirchlichen Verein Katholische Integrierte Gemeinde in der Erzdiözese München und Freising aufgelöst habe. Die Stellungnahme der Visitatoren wurden auf der Internetseite des Erzbistums München und Freising veröffentlicht. Laut der TV-Dokumentation Geknechtet unterm Kreuz – Leben in einer katholischen Sekte, des Bayerischen Rundfunks vom November 2021, war zu diesem Zeitpunkt unklar, wem nach der Auflösung die Vermögenswerte der KIG gehören.
Im Herbst 2021 löste der Paderborner Erzbischof Hans-Josef Becker die „Gemeinschaft der Priester im Dienst an Integrierten Gemeinden“ im Erzbistum Paderborn auf. Die Gemeinschaft soll zuletzt „noch 20 mit der ‚Katholischen Integrierten Gemeinde‘ (KIG) verbundene Geistliche“ gezählt haben.
Der Verein „Katholische Integrierte Gemeinde in der Diözese Augsburg (KIG)“, der am 25. Juni 2020 einstimmig die Einstellung seiner Tätigkeit beschlossen hatte, wurde durch ein Bischöfliches Dekret am 21. Februar 2022 aufgelöst.
Mit Wirkung zum 15. September 2022 löste der Münsteraner Bischof Felix Genn den öffentlichen Verein „Katholische Integrierte Gemeinde“ im Bistum Münster auf. Laut dem Auflösungsdekret hatte der Verein keine Mitglieder mehr.
Der Bischof von Rottenburg-Stuttgart, Gebhard Fürst, löste die Katholische Integrierte Gemeinde als kanonischen Verein in seinem Bistum endgültig zum 1. Februar 2023 auf.

## Aufarbeitung und Konsequenzen
Nach der Auflösung der Integrierten Gemeinden werden zunehmend Vorwürfe über Versäumnisse der Bischöfe laut. In einigen Bistümern ist man daher um Aufarbeitung bemüht; so wurde von den Bistümern Münster und Osnabrück eine Studie zu spirituellem Missbrauch in Auftrag gegeben.

## Filme
- Christian Wölfel: Ein Leben in einer kirchlichen Sekte. (unbekannt; 5:25 Minuten) In: BR24. 20. Januar 2021 ehemals im Original (nicht mehr online verfügbar). (Seite nicht mehr abrufbar. Suche in Webarchiven)
- Eckhart Querner, Christian Wölfel: Geknechtet unterm Kreuz: Leben in einer katholischen Sekte. (Video auf YouTube; 44:25 Minuten) In: BR Fernsehen. 1. Dezember 2021.[60]
- Eckhart Querner, Christian Wölfel: Seelenfänger - Verrat im Namen des Herrn: Die Integrierte Gemeinde. (Video in der ARD Mediathek; 28:57 Minuten) In: BR Fernsehen. 7. Dezember 2022 (erschien gemeinsam mit dem 7-teiligen Podcast „Seelenfänger: Im Sog der integrierten Gemeinde“).

## Podcast
- 11KM: der Tagesschau-Podcast: Eine katholische Sekte mit päpstlichem Segen, 24. Januar 2023, 29 Minuten
- Seelenfänger: Im Sog der Integrierten Gemeinde, Sieben Folgen, je 20–30 Minuten, Bayern 2, 3. Dezember 2022
- Secta.fm: #34 Katholische Integrierte Gemeinde, 13. September 2021

## Publikationen aus der KIG
- Traudl Wallbrecher (Hrsg.) u. a.: Die Integrierte Gemeinde. Beiträge zur Reform der Kirche. Institut für Theologische Forschung und Bildung, 18 Hefte, Urfeld, München 1969–1976.
- Traudl Wallbrecher, Ludwig Weimer (Hrsg.): Katholische Integrierte Gemeinde. Eine Kurzdarstellung. (= Urfelder Texte, Band 5.) Urfeld, Bad Tölz 2005, ISBN 978-3-932857-45-4.
- Traudl Wallbrecher, Ludwig Weimer, Arnold Stötzel (Hrsg.): 30 Jahre Wegbegleitung. Joseph Ratzinger, Papst Benedikt XVI. und die Katholische Integrierte Gemeinde. Urfeld, Bad Tölz 2006, ISBN 978-3-932857-40-9.
- Theologica. Monografische Reihe, Katholische Integrierte Gemeinde / Katholische Integrierte Gemeinde und Gesellschaft für Theologische Bildung Baierbrunn e. V. (Hrsg.), Urfeld am Walchensee/Baierbrunn 2016–2019 (Nr. 1–7), ISSN 2512-0468.[61]